# Nikola Hristić
Nikola Hristić (Christic), född 10 augusti 1818 i Sremska Mitrovica, död 26 november 1902 i Belgrad, var en serbisk politiker.
Hristić var under furst Mihajlo Obrenović III:s regering inrikesminister 1860–67 och ställdes som ministerpresident i oktober 1883 inför det svåra problemet att dämpa efterdyningarna av 1878 års Balkankris. Hristić gjorde det genom att med våldsamhet slå ned den av radikalerna ledda upprorsrörelsen men tvingades redan i februari 1884 avgå. I april 1888 blev han på nytt ministerpresident och medverkade som sådan till den frisinnade författningen den 3 januari 1889, men avgick kort därefter. Under den förvirrade situationen efter Alexander Obrenovićs statskupper april 1893 och maj 1894 blev Hristić statsrådets president och i oktober 1894 för tredje gången ministerpresident, men avgick i juli 1895 och återinträdde som president i statsrådet.